# Bruno Walter
Bruno Walter, født Bruno Walter Schlesinger (15. september 1876 i Berlin – 17. februar 1962 i Beverly Hills i Californien) var en tysk-amerikansk dirigent.
Bruno Walter er tæt knyttet til Gustav Mahler. I 1901 fik Mahler ham ansat ved hofoperaen i Wien, og siden var det i høj grad Walter, der holdt Mahlers musik i live i de årtier, da næsten ingen spillede ham.
- Wikimedia Commons har flere filer relateret til Bruno Walter